# Гюмрі
Гюмрі́ (вірм. Գյումրի, заст. вірм. Գիւմրի) — друге за розміром місто Вірменії, адміністративний центр марзу (області) Ширак. Місто розташоване поруч з річкою Ахурян, на північному заході Вірменії, на Ширакському плато.
Відоме своїм середмістям, де збереглися одні з останніх прикладів вірменської міської архітектури.

## Географія
Гюмрі розташований на висоті 1550 метрів над рівнем моря, у північно-західній частині Вірменії. Знаходиться у 8-9 бальній сейсмічній зоні. Гюмрі перетинається ущелинами Черкез, Джаджур ті іншими.
Рельєф — рівнинний, з озерами, ріками та лавовими масивами потужністю у 350 метрів. Рослинність степова. У долинах річок ростуть акації, клен, ясен та інші дерева.
Околиці Гюмрі багаті будівельними матеріалами — туфом, базальтом, діатомітами, глиною, а також чорноземними грунтами.
По прямій лінії від Гюмрі до Чорного моря — 196 км.

## Клімат
Клімат посушливий. Взимку бувають сильні морози — до -41 °C. Влітку спекотно: до +36 °C. Протягом року випадає незначна кількість опадів (в середньому 500 мм). Повітря має цілющі властивості. Впродовж року Гюмрі отримує приблизно 2500 годин сонячного світла.

## Назва
Історично землі, що їх займає сучасне місто, відомі під назвою Кумайрі (вірм. Կումայրի). Місто виникло за часів давньої держави Урарту, а його назву пов'язують з кімерійськими племенами. З плином часу назва спотворювалася під впливом суспільно-політичних чинників і мовних змін: Кумайрі → Кумрі → Гумрі → Гюмрі.
У 1837 році російська влада змінила назву міста на Александрополь (вірм. Ալեքսանդրապոլ) — на честь дружини Миколи I, царівни Александри Федорівни.
Після вторгнення Червоної армії та Національних сил Анкари до Вірменії та встановлення там радянського режиму, назву міста було змінено через її зв'язок з царською владою. У 1926 році місто отримало назву Ленінакан (вірм. Լենինական) на честь провідника Жовтневого перевороту, засновника більшовицького руху та організатора червоного терору Володимира Леніна.
У 1990 році, після здобуття Вірменією незалежності, місту повернули його історичну назву Кумайрі, однак уже 1992 року її замінили на Гюмрі (вірм. Գյումրի, сх-вірм. і зах-вірм. Գիւմրի).

## Історія
Відповідно до батька вірменської історіографії Мовсесу Хоренаці (V століття), онук Айка Наапета Арамаїс відправив свого багатодітного сина, ненажеру Шара, разом з усією сім'єю і господарством на найближче родюче чорноземне поле. Останнє було розташоване біля північного підніжжя гори Арагац. Там рясно текли води. Той благодатний край назвали його ім'ям — Ширак.
Відомо, що населений пункт, де нині розташований Гюмрі, за старих часів називали Кумайрі. Це ім'я зазвичай пов'язують з іменем кімерійців — племен, що вторгалися на західні береги Чорного моря зі Східно-Європейської рівнини (VIII століття до н. е.). Про Кумайрі згадував вже в VII–VI ст. до н. е. відомий давньогрецький воєначальник і історик Ксенофонт.
У вірменській бібліографії Кумайрі (давня назва Гюмрі) вперше згадується в зв'язку з повстанням 773–775 років, спрямованим проти арабського панування. В середньовіччя Кумайрі було великим поселенням.
В 1804, в ході російсько-перської війни 1804—1813 років Кумайрі входить до складу Російської імперії. В 1837 на території Гюмрі закладається російська фортеця, в цьому ж році його відвідує Микола I, місто було перейменовано на Александрополь на честь його дружини імператриці Олександри Федорівни. У 1840 році Гюмрі був офіційно проголошений містом, в 1850 році, став центром Александропольского повіту Ериванської губернії.

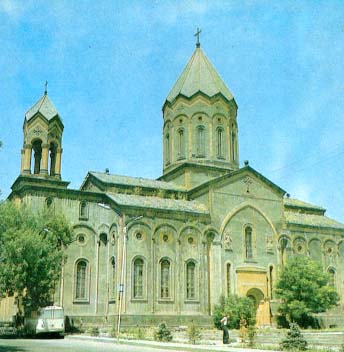
Церква Аменапркіч (Всеспасителя) до Спітакського землетрусу 1988 року.

Александрополь, будучи прикордонним містом-фортецею, незабаром став також значним центром торгівлі та ремісництва. В 1899 у в зв'язку зі спорудженням залізничних ліній Тіфліс—Александрополь, потім Александрополь—Єреван, продовжених в 1906 до Джульфи і далі до Тавризу, Александропіль став одним з важливих залізничних вузлів. Це стало переломним моментом в соціально-економічному та культурному житті міста. У дорадянський період Александрополь був у першу чергу ремісничим містом. У Александрополі було безліч магазинів, великих і малих крамниць, ринків.
До кінця XIX століття місто населяли 32 тисячі жителів. Після Тіфлісу і Баку, Александрополь вважався третім, за величиною і значенням, торговим та культурним центром Закавказзя. У цей період в Гюмрі діяло близько 10 шкіл та училищ.
У боротьбі за встановлення Радянської влади у Вірменії особливе місце займає Травневе повстання залізничників і робітників депо Гюмрі 1920 року. Його лідерами були Баграт Гарібджанян, Єгор Севян, Саркіс Мусаелян (розстріляні).
В 1924 році вже радянський Александрополь був перейменований на Ленінакан, з 1990 по 1992 мав назву Кумайрі. З 1992 (після проголошення незалежності Вірменії) повернув собі історичну назву — Гюмрі.
Сильно постраждав в результаті катастрофічного Спітакського землетрусу в грудні 1988.

## Релігійні споруди

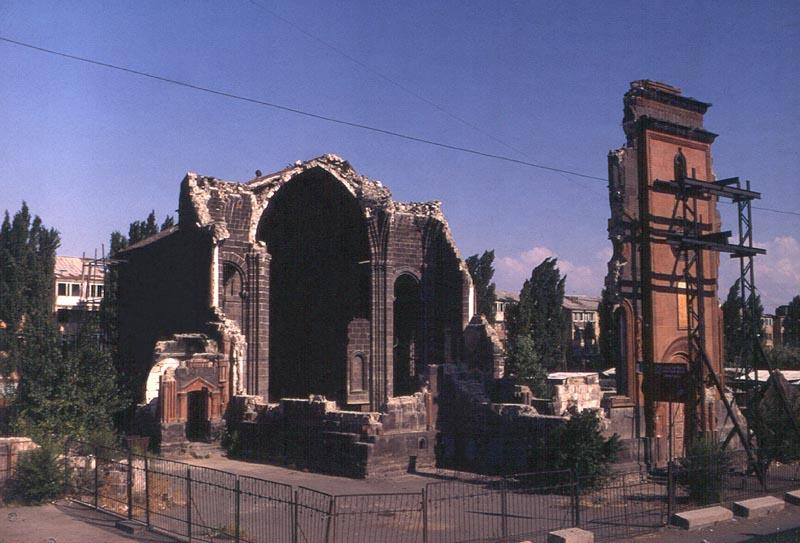
Церква Аменапркіч (Всеспасителя) після Спітакського землетрусу 1988 року.

У місті знаходяться п'ять церков, один монастир та одна православна каплиця. Найрозкішнішою та історично важливою з них є Церква Аменапркіч (Всеспасителя). Будівництво церкви почалося у 1859 та була завершена у 1873. Церква сильно постраждала від Спітакського землетрусу 1988 року та наразі відновлюється.

## Відомі особистості
- Аветік Ісаакян
- Абрахамян Ара
- Гурджиєв Георгій Іванович (1866?—1949) — філософ, містик, письменник та композитор
- Шерам
- Чехова Ольга Костантинівна
- Меркуров Сергій Дмитрович
- Шираз Ованес Татевосович
- Кеосаян Едмонд Гарегінович (1936—1994) — вірменський радянський кінорежисер і сценарист
- Мкртчян Фрунзик Мушегович (1930—1993) - радянський актор театру і кіно
- Світлична Світлана Опанасівна (* 1940) — російська актриса театру і кіно
- Варданян Юрік
- Гюнашян Алік
- Нагапетян Корюн
- Емміян Роберт
- Хачатрян Гарнік
- Енгоян Роберт Нерсесович (* 1932) — вірменський державний та господарський дія
- Согоян Фрідріх Мкртичевич
- Мінасян Ара Шотайович — вірменський шахіст, міжнародний гросмейстер.
- Мелконян Артуш Сергойович — радянський вчений в галузі агротехніки вина.
- Мнджоян Єгія Левонович — радянський вчений в галузі хімії і технології коньячного виробництва.
- Шахбазян Сурен Варткесович (1923—1989) — радянський, український кінооператор, кінорежисер,

### Мери
Карлен Данелович Амбарцумян /1989-1992/
Левон Бабкенович Адамян /1992-1994/
Мікаел Оганесович Варданян /1994—1999/
Вардан Миколаєвич Гукасян / 1999–2012/
Самвел Мисакович Баласанян /2012 — /
Ймовірно, недалеко від Гюмрі народився всесвітньо відомий математик і астроном Ананія (Ананій) Шіракаці (615 р.). Також в Гюмрі народилися композитори Нікогаос та Армен Тігранян, мистецтвознавець Г. Левонян (син ашуга Дживані), народний артист Вірменської РСР Шара Талья, співак і актор Генріх Алавердян, академіки АН Вірменії Геворк Гарібджанян, Андранік Шагінян, Олександр Акопян, Хачатур Коштоян, Сергій Амбарцумян, Рубен Зарян. З XIX століття Гюмрі називався містом поетів і ашуг, «ремесел і мистецтв». Гюмрі — відомий музично-театральний центр, вперше вірменська опера («Ануш» А. Тіграняна) була поставлена в Міському театрі Гюмрі.
Гюмрі — батьківщина відомих жартівників, дотепних героїв анекдотів (Полоз Мукуч, Цитро Алек, Хелар Симон, Серож, Варданік тощо.)
Мешканці Гюмрі відомі своїм гострим почуттям гумору (Гюмрі в певному сенсі можна назвати «столицею» вірменського гумору), традиціоналізмом, працьовитістю та честолюбством.

## Гюмрі сьогодні
В місті розташовані залізничний вузол, локомотивне та вагонне депо, аеропорт, траса Єреван — Гюмрі — Ахалкалакі — Батумі та Гюмрі — Ванадзор. Легка, машинобудівна, харчова промисловість. Педагогічний інститут. Два театри. Краєзнавчий музей. Картинна галерея. Історико-архітектурний заповідник «Гюмрі».
У Гюмрі розташована 102-га російська військова база.
12 січня 2015 військовослужбовець російської військової бази розстріляв вірменську сім'ю з семи осіб. Це вбивство викликало масові протести у Вірменії та серед вірменської діаспори Росії. Докладніше: Масове вбивство в Гюмрі.

## Галерея

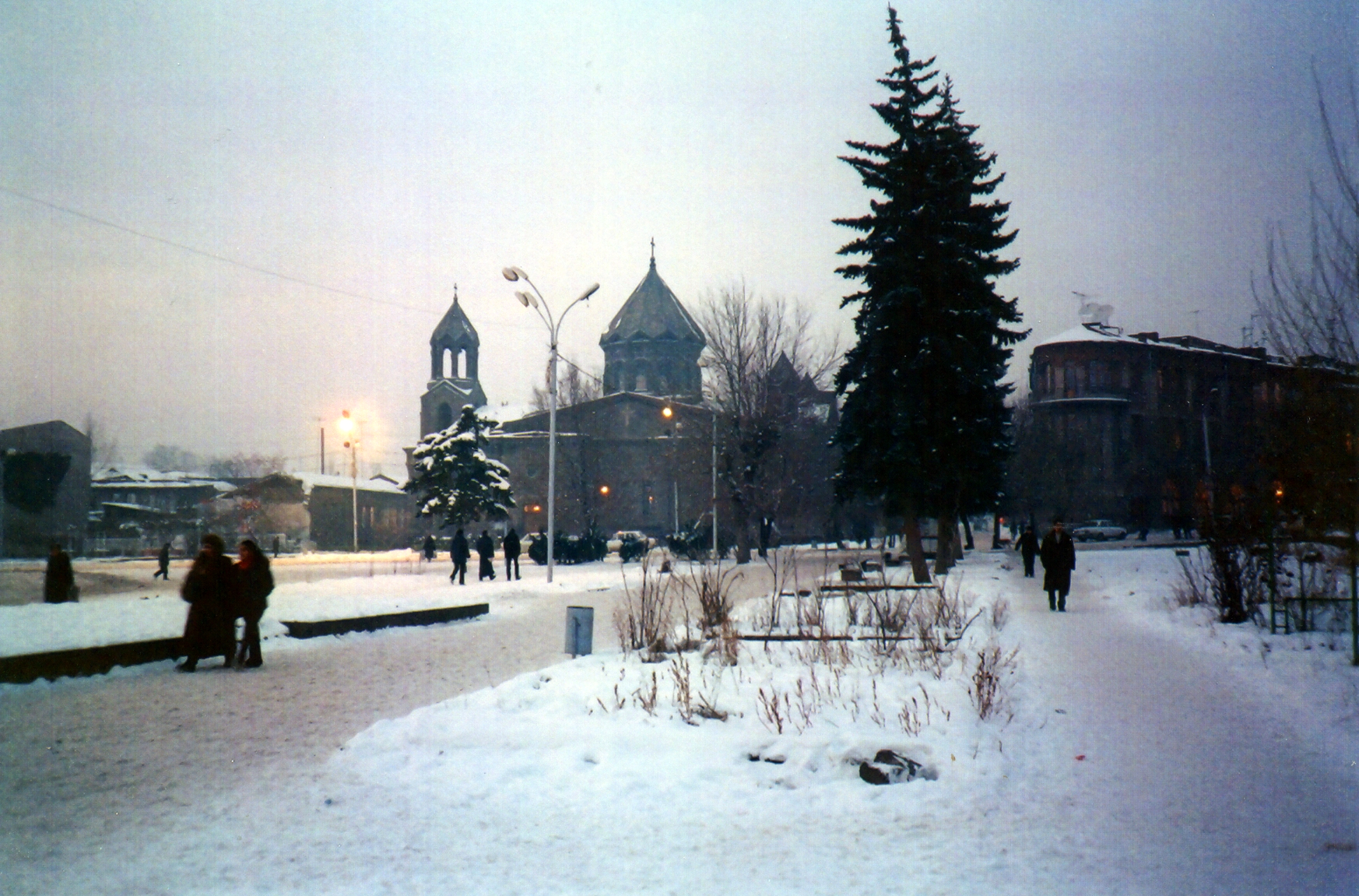
Зима в місті
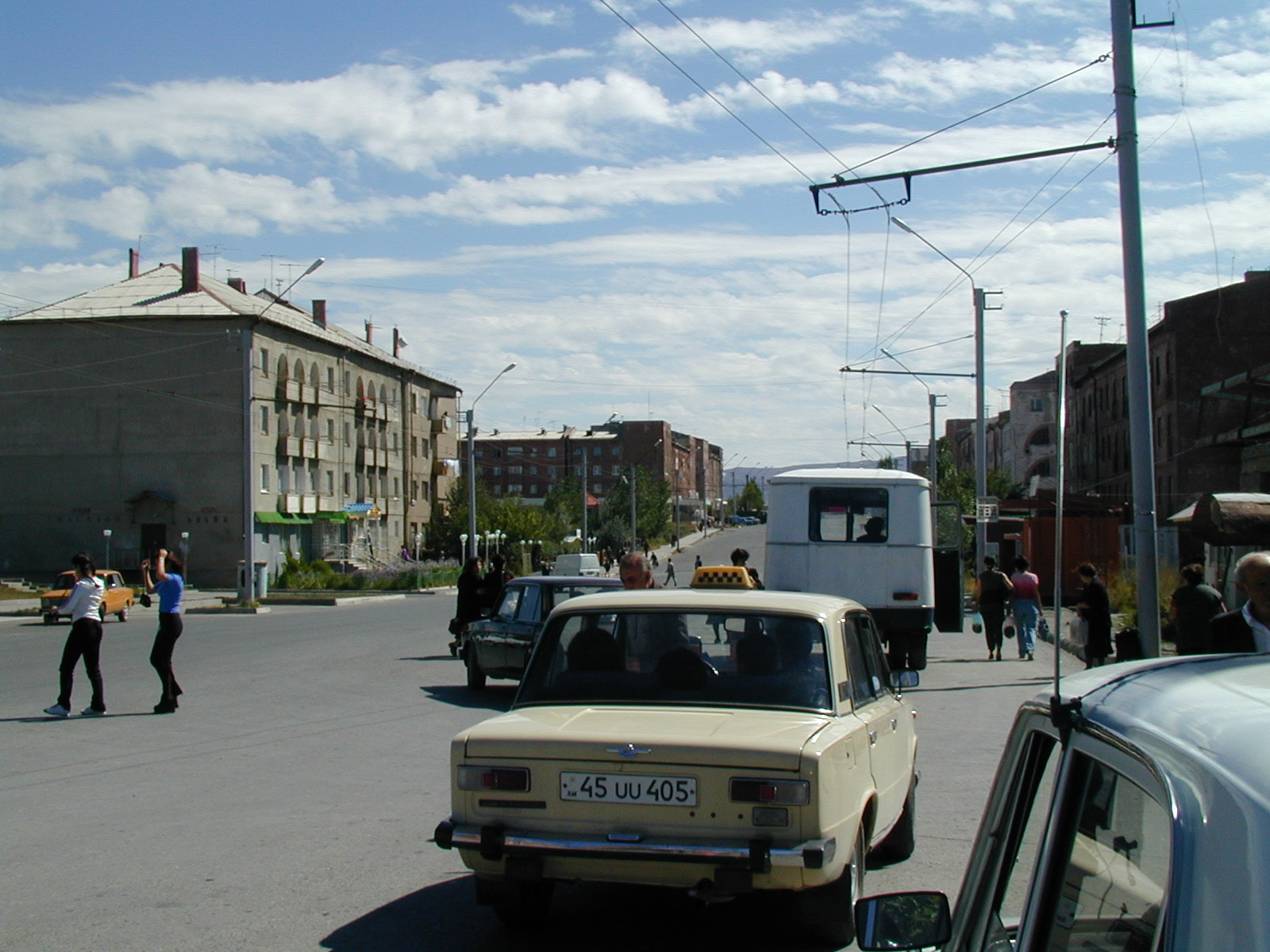
Вулиці міста
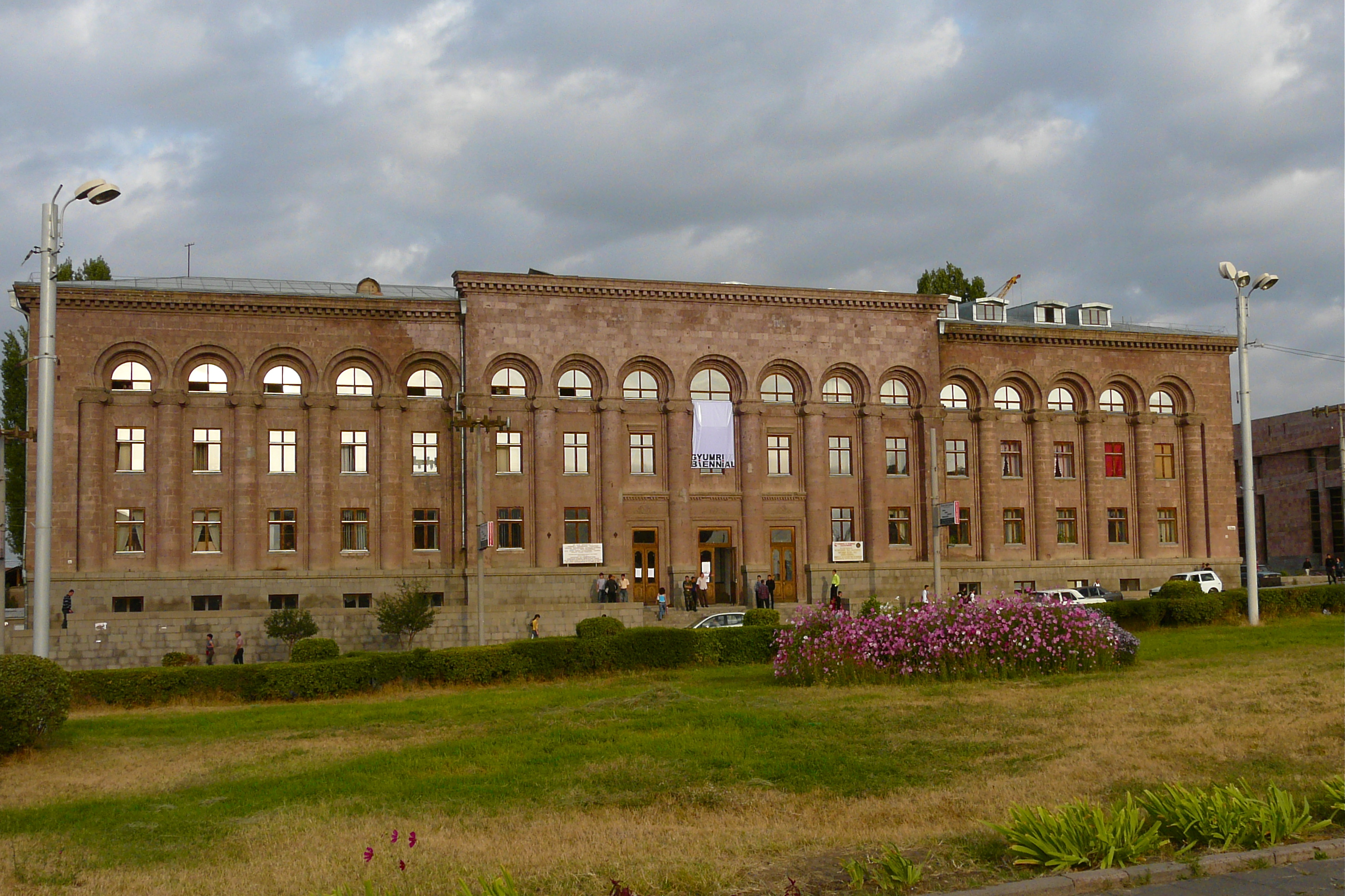
Будівля «Вірменія»
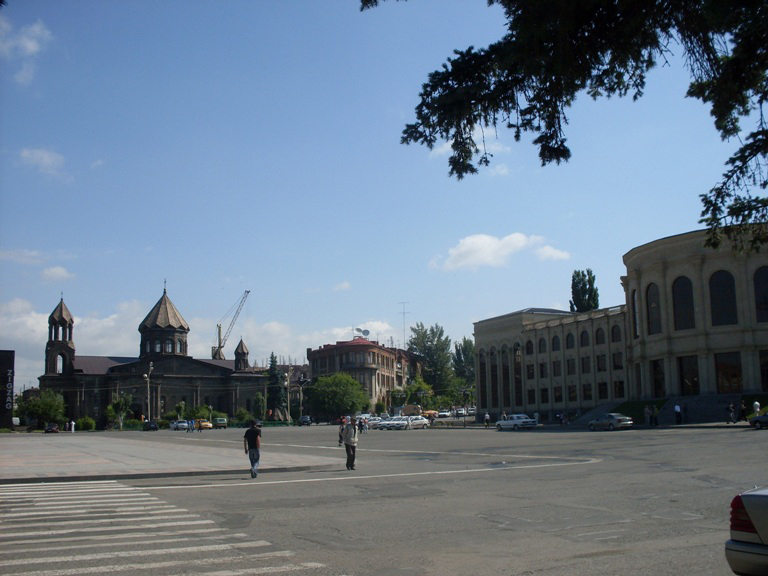
Центральна площа міста
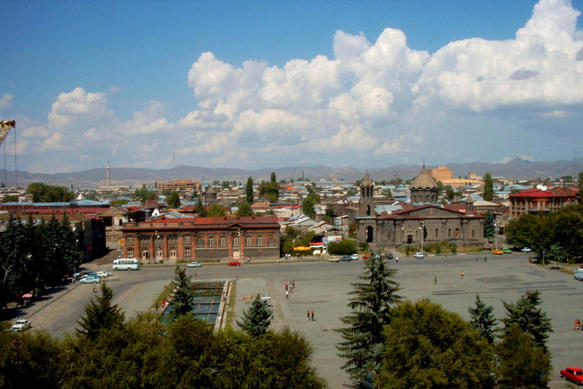
Крайовид Гюмрі

## Міста-побратими
- Александрія (араб. الإسكندرية), Єгипет
- Александрія (Вірджинія) (англ. Alexandria), США
- Кутаїсі (груз. ქუთაისი), Грузія
- Нардо (італ. Nardò), Італія
- Озаску (порт. Osasco), Бразилія
- Пловдив (болг. Пловдив), Болгарія (2004)
- Калінінград (рос. Калининград), Росія